# マンガ (中央アフリカ共和国)
マンガ (英語:Manga)は、中央アフリカ共和国バミンギ・バンゴラン州のンデレにある村である。